# Tarache lactipennis
Tarache lactipennis is een vlinder uit de familie van de uilen (Noctuidae). De wetenschappelijke naam van deze soort is voor het eerst voorgesteld door Harvey in een publicatie uit 1875.
De soort komt voor in de Verenigde Staten.